# Atomubåt

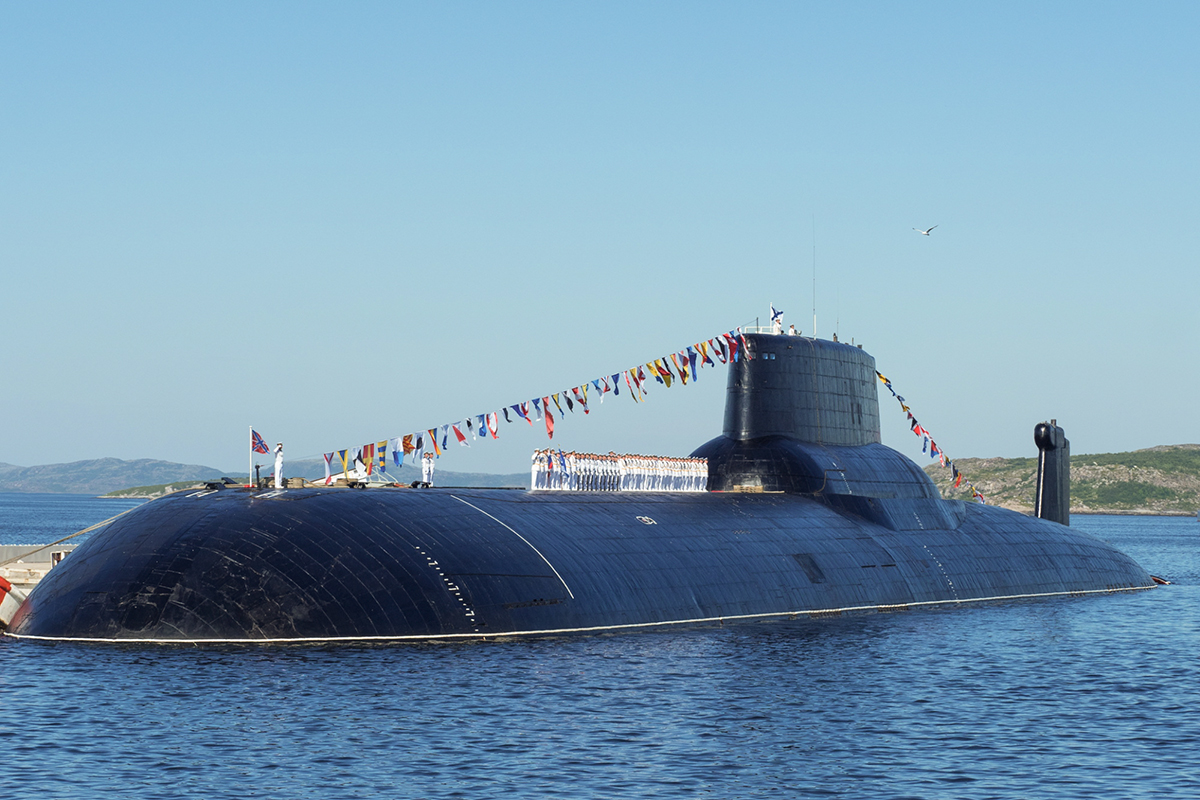
Projekt 941 Akula i Sovjetunionens flotta/Rysslands flotta (inom Nato känd som Typhoon-klass) är den största atomubåtsklassen

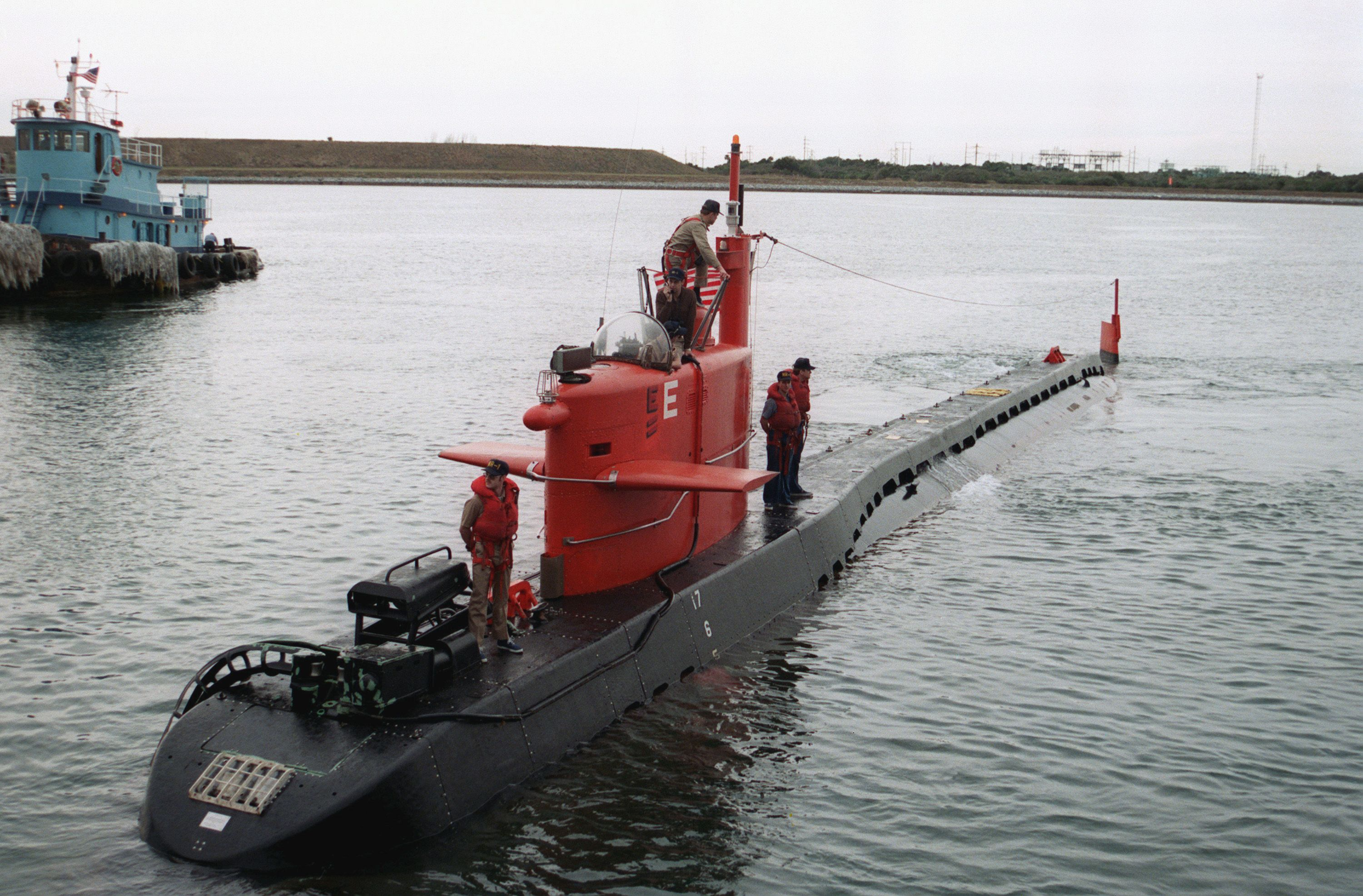
Den minsta atomubåten var amerikanska flottans NR-1

Atomubåt är en ubåt som använder en mindre kärnreaktor som dess energikälla och för drivning. 

## Bakgrund
Användningen av kärnkraft gör att en atomubåt kan befinna sig i undervattensläge mycket långa tidsperioder till skillnad från andra konventionella ubåtar, vilka drivs med batterier som med jämna mellanrum måste laddas av dieseldrivna generatorer. Under laddningen måste de ubåtarna ligga tillräckligt högt i vattnet för att ett luftintag, snorkel, ska kunna stickas upp ovan vattenytan. Världens första atomubåt var USS Nautilus.
Flera länder har atomdrivna ubåtar i sina flottor. Dessa länder är USA, Ryssland, Storbritannien, Frankrike, Kina och Indien. Under det kalla kriget byggde man stora mängder atomubåtar. Sovjetunionens flotta konstruerade till exempel över 200 atomdrivna ubåtar mellan åren 1960 och 1992.
2018 började Brasilien bygga sin första atomubåt, sjösättningen är planerad till 2029.
I september 2021 meddelade Australien att man kommer införskaffa egna atomubåtar.

### Typer
Det finns flera olika typer av atomubåtar.
- Atomdriven attackubåt (exempelvis Los Angeles-klass eller Akula-klass)
- Atomdriven robotubåt (exempelvis Antej-klass)
- Strategisk atomubåt (exempelvis Ohio-klass eller Borej-klass).

## Första atomubåtar
| 1955 | USA            | USS Nautilus (SSN-571)                   |
| 1958 | Sovjetunionen  | Projekt 627 Kit (K-3 Leninskiy Komsomol) |
| 1960 | Storbritannien | HMS Dreadnought (S101)                   |
| 1967 | Frankrike      | Redoutable (S611)                        |
| 1970 | Kina           | Changzheng 1                             |
| 1987 | Indien         | INS Chakra (1987)                        |